# Gilberto Colón Jr.
Gilberto Colón Jr. (Queens, Nueva York, 28 de diciembre de 1953) es un pianista, compositor, arreglista, productor y director musical. Su papel más notable en la música fue ser el director musical en la orquesta de Héctor Lavoe donde tocó desde 1976 hasta 1984. Él también ha colaborado con Tito Puente, Tito Rodríguez y la orquesta de Machito.

## Inicios en la música
Las primeras influencias musicales de Gilberto Colón vinieron de los antiguos grupos de "Rock N Roll" como The Beatles, Elvis Presley y otros grupos de la época, así como la música nativa de Puerto Rico. En 1940, el junto a su familia se establecieron en los Estados Unidos, exactamente en el Bronx.

## Primeras grabaciones
Después de tocar en los lugares latinos de la Ciudad de Nueva York, Colón se unió a la joven orquesta de Rafi Val y La Diferente. La primera grabación de Gilberto Colón fue en 1971 colaborando en el piano para Rafi Val en su álbum "La Diferente".  Colón siguió presentándose y grabando en los subsiguientes álbumes de "La Diferente" (La Sociedad '72 y Fuerza Bruta '74).
Ya en el invierno de 1975 es cuándo Colón se acercó a Héctor Lavoe con el fin de unirse a su orquesta. Para 1977, Colón participó en la grabación del álbum Comedia, siendo esa su primera grabación con Lavoe. En ese mismo álbum, Colón interpreta un extenso solo de piano en la canción Bandolera que le valió el premio de "Mejor Solo Piano Latino del Año". Inicialmente fue otorgado a "El Profesor" Joe Torres (pianista que alternaba en la orquesta de Lavoe) debido a un error de redacción. Hasta la actualidad, este solo de piano sigue siendo considerado uno de los más memorables jamás registradas en un álbum de salsa comercial.
Colón ha trabajado y grabado con la mayoría de artistas populares de la música latina incluyendo a Pete "El Conde" Rodríguez, Francisco "Kako" Bastar, Louie Ramírez, Adalberto Santiago, La Bruja, Héctor Lavoe, "The Big Three" (Tito Puente, Tito Rodríguez y Machito),y muchos más.

## Pulpo's Hot Bready actualidad
Para el año 2008, Gilberto Colón Jr. lanzó al mercado su primer álbum como solista con el nombre de "Pulpo's Hot Bread" obteniendo al año siguiente el premio Independent Music Award al Mejor Álbum Latino en la Octava entrega anual de los Premios a la Música Independiente (The 8th Annual Independent Music Awards).
Actualmente sigue activo en la música y es pianista en su banda "Ensalada de Pulpo", "The Machito Orchestra", "La Orquesta De La Gente", "Los Hermanos Moreno" y la "Boricua Legends Band".

## Discografía

### Álbumes como solista
| 2008: Pulpo's Hot Bread |
| --- |
| 1. Tirándote Flores 2. Intense!! 3. Apariencia 4. Hot Bread 5. Porque Te Empeñas 6. Clara's Lament 7. Sonero Mayor 8. Cross Body Groove 9. Sonñando Con Puerto 10. La Murga |

### Otras grabaciones/Colaboraciones
- 2004: Homenaje póstumo a Celia Cruz y Tito Puente (Con A. J. Díaz y Son de la Calle)
- 2002: Cosas Del Alma (Con Adalberto Santiago) Reedicion del LP de 1984 Ws latino
- 2000: Tribute To Héctor Lavoe (Con Junior González)
- 1998: Mas Sabroso (Con Adalberto Santiago) reedicion del LP 1985 Tropical Budda records
- 1997: Hector Lavoe Live (Con Héctor Lavoe)
- 1989: Sobresaliendo (Con Frankie Morales)
- 1987: En Su Punto (Con Frankie Morales)
- 1984: Con Cache (Con Louie Ramírez)
- 1983: Live at North Sea '82 (Con Machito & Salsa Big Band)
- 1981: Que Sentimiento! (Con Héctor Lavoe)
- 1981: Charanga (Con Charanga La Tapa)
- 1980: Don Gonzalo Fernández presenta: Miguel Quintana
- 1980: El Sabio (Con Héctor Lavoe)
- 1979: Fuerte y Caliente (Con La Salsa Mayor)
- 1979: A Novel Experience (Con Orquesta Novel)
- 1979: Recordando a Felipe Pirela (Con Héctor Lavoe)
- 1978: Drum Solos, Volume 1, 2, 3 (Con Latin Percussion)
- 1978: Tito Rodríguez Jr. – Curious? (Con Tito Rodríguez Jr. y Jose Alberto "El Canario")
- 1978: Comedia (Con Héctor Lavoe)
- 1977: A Touch of Class (Con Pete "El Conde" Rodríguez)
- 1976: Charanga "76" (Con Charanga 76)
- 1976: Chocolate En el Rincón (Con Alfredo "Chocolate" Armenteros)
- 1976: La Música Brava (Con Andy Harlow)
- 1975: Caliente (Con Alfredo "Chocolate" Armenteros)
- 1975: Fuerza Bruta (Con Rafi Val y La Diferente)
- 1974: Pinocho (Con Marty Galargarza y La Conquistadora)
- 1972: La Sociedad (Con Rafi Val y La Diferente)
- 1971: Rafi Val y La Diferente (Álbum homónimo)